# Francis Herbert Bradley
Francis Herbert Bradley (Clapham, 30 gennaio 1846 – Oxford, 18 settembre 1924) è stato un filosofo inglese, appartenente alla corrente idealista del neohegelismo inglese.
Quarto figlio del pastore evangelico Charles Bradley e della sua seconda moglie Emma Linton. Nella sua numerosa famiglia non mancarono veri talenti: il fratello, George Granville Bradley, ricoprì importanti cariche nelle istituzioni accademiche inglesi, Andrew Cecil Bradley, nato dal secondo matrimonio, fu, nel suo tempo, il più importante critico letterario di William Shakespeare.
Nel 1856 Bradley frequentò  il Cheltenham College sino al 1861 quando si trasferì al Marlborough College, diretto da suo fratello. Nei suoi studi inserì anche l'apprendimento del tedesco che, imparato sia pure in modo non approfondito, gli permise di leggere nella versione originale la Critica della ragion pura kantiana.
Nel 1862 corse il rischio di morire per una grave malattia e la sua salute malferma fu ulteriormente compromessa nel 1871 quando fu colpito da insufficienza renale. Queste condizioni di salute lo resero sempre più introverso e riservato e soggetto ad esaurimenti nervosi. Agli occhi del pubblico appariva avvolto in un'aura di mistero anche per le dediche delle sue opere a un personaggio sconosciuto identificato con le lettere E.R.
Nel 1870 ottenne una cattedra al Merton College dell'università di Oxford dove insegnò filosofia sino al termine della sua vita.
Le sue opere rivelano un atteggiamento religioso nonostante le sue critiche alla religiosità oppressiva del padre.
Ottenne numerosi riconoscimenti ufficiali sino al conferimento, per la prima volta a un filosofo, del prestigioso "Order of Merit" assegnatogli dal re Giorgio V del Regno Unito nel 1924. Morì nello stesso anno dopo pochi giorni di malattia; fu sepolto all'Holywell Cemetery di Oxford.

## Una morale sociale
Nel 1874 pubblicò Studi di Etica dove metteva in discussione sia le teorie utilitaristiche che quelle edonistiche e nello stesso tempo la morale formale kantiana convinto della insussistenza dei valori individuali di contro a quelli della società umana considerata come rappresentante reale dei principi morali.

## Contro lo psicologismo
Nei Principi di logica (1883) Bradley polemizza nei confronti dello psicologismo accusandolo di voler ridurre la logica alla psicologia: le "idee" infatti non sono fatti mentali soggettivi né immagini della nostra interiorità ma significati originari.
Questa concezione dell'estraneità della logica dalla psicologia fu fatta propria da tutta la successiva scuola inglese che pure si opporrà con George Edward Moore e Bertrand Russell alla metafisica di Bradley trattata nelle opere: Apparenza e realtà (1893), nei Saggi su la verità e la realtà (1914), in cui difende il suo pensiero dalle critiche dei contemporanei, e in un volume di Saggi, pubblicato postumo.

## La metafisica
La metafisica del filosofo inglese si presenta come un monismo radicale: la verità è nell'unità del tutto: non esiste molteplicità di sostanze. Che la realtà venga sentita come unità è ben evidente nella percezione primitiva e spontanea che precede l'elaborazione concettuale: è nella sensazione immediata originaria che si percepisce l'unità del tutto e dove non appare alcuna distinzione, neppure quella tra soggetto e oggetto.
Non a caso Bradley trova conferma del suo pensiero nella dottrina hegeliana da dove riprende la concezione dell'Assoluto che però non può essere definito in positivo per ciò che è ma determinato negativamente per quello che non è.
L'Assoluto infatti si contrappone a tutto ciò che è apparenza, alla molteplicità fenomeniche delle cose che noi traduciamo in concetti altrettanto fallibili e contraddittori come dimostra l'analisi critica che il filosofo inglese conduce su i concetti di qualità, spazio, tempo, divenire ecc.
L'impossibilità di definire positivamente l'Assoluto, poiché questo vorrebbe dire stabilire un rapporto conoscitivo con esso e quindi averne una conoscenza apparente, non dissimile da quella che noi abbiamo con le cose del mondo, comporta quasi un tono mistico nell'idealismo di Bradley.
Del resto poiché l'Assoluto nulla esclude, per definizione, da sé stesso, si deve pensare che esso includa in sé anche l'apparenza che non coincide, come si crede, con l'illusione.
In particolari condizioni, come nelle esperienze artistiche e morali, il pensiero dell'uomo infatti può attingere, simbolicamente e analogicamente, all'unità superindividuale dell'Assoluto.

## Opere
- Appearance and Reality, London: S. Sonnenschein; New York: Macmillan, 1893. (1916 edition)
- Essays on Truth and Reality, Oxford: Clarendon Press, 1914.
- The Principles of Logic, London:Oxford University Press, 1922. (Volume 1)/(Volume 2)
- Ethical Studies, 1876, Oxford: Clarendon Press, 1927, 1988.
- Collected Essays, vols. 1-2, Oxford: Clarendon Press, 1935.
- The Presuppositions of Critical History, Chicago: Quadrangle Books, 1968.